# 平壤馬拉松
平壤馬拉松（英語：Pyongyang Marathon），正式名稱國際萬景臺獎馬拉松賽（朝鲜语：／），是經國際田徑聯合會認定銅標籤路跑賽事（英語：IAAF Bronze Label Road Race）。每年4月在朝鮮平壤直轄市舉行的國際馬拉松比賽。

## 历史
自主體69年（1981年）舉辦第一屆，主體73年（1984年）始分設男女項目。主辦單位通常安排賽前一天向金日成領袖紀念牆獻花致意，賽後當天下午安排參訪金日成故居萬景臺紀念園區。比賽起始於金日成競技場，環繞金日成體育場周邊四圈，來回橫跨金日成競技場後方的平壤大同江，終點同樣設在金日成競技場。所有運動員慣例被安排入宿Sosan hotel。比賽時間為早上九點開始，氣溫約6-8度。